# تاتسويا أئي
تاتسويا أَإي (باليابانية: 阿井 達也) (مواليد 17 أبريل 1968)، هو لاعب كرة قدم ياباني سابق كان يلعب كلاعب وسط.

## وصلات خارجية
- تاتسويا أئي على موقع رابطة كرة القدم اليابانية للمحترفين (اليابانية)
- تاتسويا أئي على موقع عالم كرة القدم.نت (الإنجليزية)